# Lulu Sun
Lulu Sun (nascida em 14 de abril de 2001 como Lulu Radovcic) é uma tenista profissional neozelandesa e suíça. 
Ela tem uma classificação de simples de carreira pela WTA de nº 123, alcançada em 24 de junho de 2024, e uma melhor classificação de duplas de nº 219, alcançada em 6 de maio de 2024.

## Vida pessoal
Sun nasceu na Nova Zelândia, filha de pai croata e mãe chinesa. A avó de Sun havia comprado uma propriedade alguns anos antes na cidade de Te Anau [en], na Ilha Sul, onde Sun passaria seus primeiros 5 anos morando com a mãe e a avó, que ainda reside na pequena cidade da Ilha Sul. A partir dos cinco anos de idade ela foi criada em Genebra, na Suíça, onde completou seus estudos escolares enquanto ainda visitava a Nova Zelândia para ver sua avó, mantendo seu profundo vínculo com a Nova Zelândia. Sun fala inglês, francês e mandarim. Ela cursou a faculdade nos Estados Unidos na Universidade do Texas em Austin, graduando-se em relações internacionais e estudos globais em 2022.
Ela tem uma irmã mais velha, Phenomena Radovčić (nascida em 1998), que disputou torneios profissionais até 2016.

## Carreira

### Juvenil
No início de sua carreira, Sun, na época jogando com o nome de Lucija Radovčić, representou a Croácia de 2011-2013. Em 2013, ela competiu no Girls G12 European Nations Challenge, jogando junto com Iva Zelić e Oleksandra Oliynykova, nascida na Ucrânia.
Sun representou a Suíça como júnior, terminando em segundo lugar com Violet Apisah [en] nas duplas femininas do Australian Open de 2018. Ela também jogou sob a bandeira da Nova Zelândia no Wimbledon júnior daquele ano, perdendo na segunda rodada em simples e na primeira rodada em duplas.

### 2021–2022: Campeã da NCAA, estreia profissional
Antes de se tornar profissional, Sun jogou uma temporada de tênis universitário pelo Texas Longhorns [en] em 2020–21. Ela teve 15–1 na quadra de simples três e 6–1 na quadra dois. Na final do torneio da NCAA de 2021, Sun venceu a partida decisiva do campeonato para os Longhorns vencerem Pepperdine por 4–3. Sun fez parceria com Kylie Collins na primeira posição de duplas do time, indo 22–4 em partidas duplas, e eles chegaram à final do torneio de duplas da NCAA, mas caíram para Makenna Jones [en] e Elizabeth Scotty [en] da Carolina do Norte.
Em maio de 2022, ela conquistou seu primeiro grande título da ITF no Saint-Gaudens Open [en], ao lado de Fernanda Contreras [en] em duplas. Ela fez sua estreia na chave principal do WTA Tour no Morocco Open dois dias depois, onde recebeu um "wild card" na chave de simples.

### 2024: Majors, estreia em WTA 1000, histórica quartas de final de Wimbledon, top 55
Sun fez sua estreia no Grand Slam no Australian Open depois de passar pela qualificatória. Em sua estreia no WTA 1000, ela registrou sua primeira vitória nesse nível no Dubai Championships como "wild card", após a desistência de Paula Badosa. Como resultado, ela passou para um novo ranking de simples, a mais alta de sua carreira, no 151º lugar, em 26 de fevereiro de 2024.
Em abril, Sun jogou sob a bandeira da Nova Zelândia pela primeira vez como parte do time da Copa Billie Jean King. Em maio, Sun ganhou os títulos de simples e duplas no torneio W100 Bonita Springs, na Flórida. Ela alcançou o top 125 em 17 de junho de 2024.
Sun se classificou para o Torneio de Wimbledon fazendo sua estreia neste torneio Major e derrotou a oitava cabeça de chave Zheng Qinwen na primeira rodada. Foi sua primeira vitória no top 10 e também sua primeira vitória sobre qualquer jogadora no top 100. Em seguida, ela chegou à terceira rodada com uma vitória sobre a também qualificada Yulia Starodubtseva [en] e a quarta com uma vitória sobre Zhu Lin. Ela igualou a façanha de chegar à quarta rodada no All England Club como a primeira jogadora feminina da Nova Zelândia na Era Aberta, e a segunda depois de Dame Ruia Morrison [en] em 1957 e 1959. Ela alcançou suas primeiras quartas de final com uma vitória sobre Emma Raducanu, tornando-se a primeira mulher neozelandesa a chegar a essa fase em Wimbledon na Era Aberta. Ela foi apenas a segunda mulher da Nova Zelândia a chegar às quartas de final de um torneio major, depois de Belinda Cordwell [en] no Australian Open de 1989. Sua sequência finalmente terminou nas quartas de final, onde foi derrotada em três sets por Donna Vekić. Logo em seguida, nos Jogos Olímpicos, perdeu para Marta Kostyuk na primeira rodada em sets diretos.
Sun retornou às quadras duras na América do Norte tentando o Cincinnati Open, no qual passou pela qualificatória e na chave principal, venceu Linda Noskova na primeira rodada mas perdeu para Marta Kostyuk na segunda. Já no WTA 500 de Monterrey, depois de passar por Chloé Paquet, María Lourdes Carlé [en], Erika Andreeva e Ekaterina Alexandrova na semifinal. Na final, enfrentou Linda Noskova, jogo que perdeu em sets diretos, ficando com o vice-campeonato.